# 이합체 모형
통계역학과 그래프 이론에서 이합체 모형(二合體模型, 영어: dimer model)은 어떤 그래프 위의 완벽 부합들의 공간 위에 정의되는 통계역학 모형이다.

## 정의

### 이합체 모형
다음과 같은 데이터가 주어졌다고 하자.
- 유한 그래프 {\displaystyle \Gamma }
- 실수 값 함수 {\displaystyle E\colon \operatorname {E} (\Gamma )\to \mathbb {R} }. 이를 각 변의 에너지라고 한다.

그렇다면, {\displaystyle \Gamma }의 완벽 부합들의 집합을
{\displaystyle \operatorname {PerfMatch} (\Gamma )\subseteq \operatorname {Pow} (\operatorname {E} (\Gamma ))}
로 표기하자. 통계 역학에서, 완벽 부합은 보통 이합체 배치(二合體配置, 영어: dimer configuration)라고 하며, 그래프의 변은 이합체라고 한다. 즉, 흔히 사용되는 수학 용어 및 대응되는 물리학 용어는 다음과 같다.
| 수학                        | 물리학                |
| --------------------------- | --------------------- |
| 변                          | 이합체(영어: dimer)   |
| 꼭짓점                      | 단량체(영어: monomer) |
| 완벽 부합                   | 이합체 배치           |
| 변의 무게(영어: weight)     | 이합체의 에너지       |
| 꼭짓점의 무게(영어: weight) | 단량체의 에너지       |

이제, 다음과 같은 통계 역학 모형을 정의할 수 있다.
- 위상 공간은 완벽 부합의 집합 {\displaystyle \operatorname {PerfMatch} (\Gamma )}이다.
- 임의의 완벽 부합 {\displaystyle M\in \operatorname {PerfMatch} (\Gamma )}의 에너지는 부합에 속하는 변들의 에너지들의 합 {\displaystyle \textstyle E(M)=\sum _{e\in M}E(e)}이다.
- 온도 {\displaystyle T=1/\beta }에서, 위상 공간 위의 측도는 이 에너지 함수 {\displaystyle \operatorname {PerfMatch} (\Gamma )\to \mathbb {R} }로 정의되는 기브스 측도이다.
{\displaystyle Z(\beta ;\Gamma )=\sum _{M\in \operatorname {PerfMatch} (\Gamma )}\exp \left(-\beta \sum _{e\in M}E(e)\right)}
{\displaystyle \Pr(M;\beta )={\frac {\exp \left(-\beta E(M)\right)}{Z}}\qquad (M\in \operatorname {PerfMatch} (\Gamma ))}

여기서 값 {\displaystyle Z(\beta ;\Gamma )}는 분배 함수이다. 이 통계 역학 모형을 이합체 모형이라고 한다.

### 단량체-이합체 모형
다음과 같은 데이터가 주어졌다고 하자.
- 유한 그래프 {\displaystyle \Gamma }
- 실수 값 함수 {\displaystyle E_{2}\colon \operatorname {E} (\Gamma )\to \mathbb {R} }. 이를 이합체 에너지(二合體energy, 영어: dimer energy)라고 한다.
- 실수 값 함수 {\displaystyle E_{1}\colon \operatorname {V} (\Gamma )\to \mathbb {R} }. 이를 단량체 에너지(單量體energy, 영어: monomer energy)라고 한다.

그렇다면, {\displaystyle \Gamma }의 부합들의 집합을
{\displaystyle \operatorname {Match} (\Gamma )\subseteq \operatorname {Pow} (\operatorname {E} (\Gamma ))}
로 표기하자.
이제, 다음과 같은 통계 역학 모형을 정의할 수 있다.
- 위상 공간은 부합의 집합 {\displaystyle \operatorname {Match} (\Gamma )}이다.
- 임의의 부합 {\displaystyle M\in \operatorname {Match} (\Gamma )}의 에너지는 부합에 속하는 변들의 이합체 에너지들과, 부합에 인접하지 않는 꼭짓점들의 단량체 에너지들의 합이다.
{\displaystyle E(M)=\sum _{e\in M}E_{2}(e)+\sum _{v\in \operatorname {V} (\Gamma \setminus M)}E_{1}(v)}
- 온도 {\displaystyle T=1/\beta }에서, 위상 공간 위의 측도는 이 에너지 함수 {\displaystyle \operatorname {Match} (\Gamma )\to \mathbb {R} }로 정의되는 기브스 측도이다.
{\displaystyle Z(\Gamma )=\sum _{M\in \operatorname {Match} (\Gamma )}\exp \left(-\beta E(M)\right)}
{\displaystyle \Pr(M)={\frac {\exp \left(-\beta E(M)\right)}{Z}}\qquad (M\in \operatorname {Match} (\Gamma ))}

여기서 값 {\displaystyle Z(\Gamma )}는 분배 함수이다. 이 통계 역학 모형을 단량체-이합체 모형(영어: monomer–dimer model)이라고 한다.

## 성질

### 단량체-이합체 모형과 이합체 모형의 관계
적어도 하나 이상의 완벽 부합을 갖는 유한 그래프 위에서, 만약 단량체 에너지를 무한대로 취할 경우,
{\displaystyle E_{1}\to \infty }
단량체-이합체 모형은 이합체 모형으로 수렴한다.

### 상관 함수
유한 그래프 {\displaystyle \Gamma } 위의 이합체 모형이 주어졌다고 하자. 각 변 {\displaystyle e\in \operatorname {E} (\Gamma )}에 대하여, 관측 가능량 {\displaystyle \sigma (e;M)}을 지시 함수
{\displaystyle \sigma (e;M)={\begin{cases}1&e\in M\\0&e\not \in M\end{cases}}}
로 정의할 수 있다. 이에 따라, 임의의 변 집합
{\displaystyle S\subseteq \operatorname {E} (\Gamma )}
에 대하여, 상관 함수
{\displaystyle \left\langle \prod _{e\in S}\sigma (e)\right\rangle =\sum _{S\subseteq M\in \operatorname {PerfMatch} (\Gamma )}\Pr(M)\in [0,1]}
를 정의할 수 있다. 만약 {\displaystyle S}가 서로 닿는 두 변을 포함한다면,
{\displaystyle \left\langle \prod _{e\in S}\sigma (e)\right\rangle =0}
이다.
보다 일반적으로, 유한 그래프 {\displaystyle \Gamma } 위의 단량체-이합체 모형이 주어졌다고 하자. 그렇다면, 각 변 {\displaystyle e\in \operatorname {E} (\Gamma )} 및 각 꼭짓점 {\displaystyle v\in \operatorname {V} (\Gamma )}에 대하여 지시 함수 관측 가능량
{\displaystyle \sigma (e;M)={\begin{cases}1&e\in M\\0&e\not \in M\end{cases}}}
{\displaystyle \sigma (v;M)={\begin{cases}1&v\in \operatorname {V} (\Gamma \setminus M)\\0&v\not \in \operatorname {V} (\Gamma \setminus M)\end{cases}}}
을 정의할 수 있다. 이에 따라, 임의의 변 집합
{\displaystyle S_{2}\subseteq \operatorname {E} (\Gamma )}
및 꼭짓점 집합
{\displaystyle S_{1}\subseteq \operatorname {V} (\Gamma )}
에 대하여, 상관 함수
{\displaystyle \left\langle \prod _{e\in S}\sigma (e)\right\rangle =\sum _{\scriptstyle S_{2}\subseteq M\in \operatorname {Match} (\Gamma ) \atop \scriptstyle S_{1}\subseteq \operatorname {V} (\Gamma \setminus M)}\Pr(M)\in [0,1]}
를 정의할 수 있다. 만약 {\displaystyle S_{2}}가 서로 닿는 두 변을 포함하거나, 만약 {\displaystyle S_{2}}의 원소가 {\displaystyle S_{1}}의 원소와 인접한다면,
{\displaystyle \left\langle \prod _{v\in S_{1}}\sigma (v)\prod _{e\in S_{2}}\sigma (e)\right\rangle =0}
이다.

## 예

피셔 격자

2차원 이징 모형은 피셔 격자(영어: Fisher lattice)라는 어떤 특별한 평면 삼차 그래프 위의 이합체 모형과 동치이다.:§1 피셔 격자는 정12각형과 정삼각형으로 구성된 평면 테셀레이션의 그래프이다.
구체적으로, 평면의 정사각 격자 그래프에서, 각 꼭짓점
╳
을 나비 모양의 삼차 그래프
```
─┬┐ ┌┬─
 │├─┤│
─┴┘ └┴─

```

로 치환하여 얻는다. 즉, (45도 회전하여 그린) 사각형 격자의 부분
```
 ╳
╳ ╳
 ╳

```

은 피셔 격자의 부분
```
      ─┬┐ ┌┬─
       │├─┤│
─┬┐ ┌┬─┴┘ └┴─┬┐ ┌┬─
 │├─┤│       │├─┤│
─┴┘ └┴─┬┐ ┌┬─┴┘ └┴─
       │├─┤│
      ─┴┘ └┴─

```

에 대응한다.
이 경우, 각 꼭짓점에서 완벽 부합은 다음과 같은 8개의 가능한 꼴을 가진다.
| 피셔 격자의 완벽 부합 | 평면 이징 모형의 스핀 배열      | 평면 이징 모형의 스핀 배열      |
| --------------------- | ------------------------------- | ------------------------------- |
| ─┰┐ ┌┰─ ┃┝━┥┃ ─┸┘ └┸─ | ╲ ╱ + ╲ ╱ ╲ ╱ + + ╱ ╲ ╱ ╲ + ╱ ╲ | ╲ ╱ − ╲ ╱ ╲ ╱ − − ╱ ╲ ╱ ╲ − ╱ ╲ |
| ━┭┐ ┌┰─ │┝━┥┃ ━┵┘ └┸─ | ╲ ╱ + ╲ ╱ ╲ ╱ − + ╱ ╲ ╱ ╲ + ╱ ╲ | ╲ ╱ − ╲ ╱ ╲ ╱ + − ╱ ╲ ╱ ╲ − ╱ ╲ |
| ─┰┐ ┌┮━ ┃┝━┥│ ─┸┘ └┶━ | ╲ ╱ + ╲ ╱ ╲ ╱ + − ╱ ╲ ╱ ╲ + ╱ ╲ | ╲ ╱ − ╲ ╱ ╲ ╱ − + ╱ ╲ ╱ ╲ − ╱ ╲ |
| ━┭┐ ┏┭─ │┟─┦│ ─┶┛ └┶━ | ╲ ╱ + ╲ ╱ ╲ ╱ − + ╱ ╲ ╱ ╲ − ╱ ╲ | ╲ ╱ − ╲ ╱ ╲ ╱ + − ╱ ╲ ╱ ╲ + ╱ ╲ |
| ─┮┓ ┌┮━ │┞─┧│ ━┵┘ ┗┵─ | ╲ ╱ + ╲ ╱ ╲ ╱ + − ╱ ╲ ╱ ╲ − ╱ ╲ | ╲ ╱ − ╲ ╱ ╲ ╱ − + ╱ ╲ ╱ ╲ + ╱ ╲ |
| ━┭┐ ┌┮━ │┟─┧│ ─┶┛ ┗┵─ | ╲ ╱ + ╲ ╱ ╲ ╱ − − ╱ ╲ ╱ ╲ − ╱ ╲ | ╲ ╱ − ╲ ╱ ╲ ╱ + + ╱ ╲ ╱ ╲ + ╱ ╲ |
| ─┮┓ ┏┭─ │┞─┦│ ━┵┘ └┶━ | ╲ ╱ + ╲ ╱ ╲ ╱ + + ╱ ╲ ╱ ╲ − ╱ ╲ | ╲ ╱ − ╲ ╱ ╲ ╱ − − ╱ ╲ ╱ ╲ + ╱ ╲ |
| ━┭┐ ┌┮━ │┝━┥│ ━┵┘ └┶━ | ╲ ╱ + ╲ ╱ ╲ ╱ − − ╱ ╲ ╱ ╲ + ╱ ╲ | ╲ ╱ − ╲ ╱ ╲ ╱ + + ╱ ╲ ╱ ╲ − ╱ ╲ |

(굵게 표현된 변이 완벽 부합에 속하는 변이다.)
즉, 이는 2차원 이징 모형의 임의의 상태에서, 각 스핀 사이의 변을
- 서로 다른 스핀 사이의 변은 굵게,
- 서로 같은 스핀 사이의 변은 가늘게

칠한 뒤, 각 꼭짓점을 위와 같은 8개의 나비 그래프 가운데 하나로 치환하면, 이징 모형의 각 상태와 피셔 격자의 완벽 부합 사이의 2대 1 대응을 얻는다. (2대 1인 것은 이징 모형의 상태에서 모든 스핀을 뒤집어도 같은 완벽 부합에 대응하기 때문이다.)
예를 들어, (45도 기울여서 그린) 평면 이징 모형의 상태의 일부분이
```
    ╲ ╱
     +
  ╲ ╱ ╲ ╱
   +   +
╲ ╱ ╲ ╱ ╲ ╱
 −   +   +
╱ ╲ ╱ ╲ ╱ ╲
   +   −
  ╱ ╲ ╱ ╲
     −
    ╱ ╲

```

와 같은 꼴이라면, 이는 다음과 같은 피셔 격자 완벽 부합에 대응한다.
```
      ─┰┐ ┌┰─
       ┃┝━┥┃ 
━┭┐ ┌┰─┸┘ └┸─┮┓ ┏┭─
 │┝━┥┃       │┞─┦│
━┵┘ └┸─┮┓ ┌┮━┵┘ └┶━
       │┞─┧│ 
      ━┵┘ ┗┵─

```

## 같이 보기
- 통계역학

## 독서 자료
- Kenyon, Richard; Okounkov, Andrei (2005년 3월). “What is … a dimer?” (PDF). 《Notices of the American Mathematical Society》 (영어) 52 (3).
- Heilmann, Ole J.; Lieb, Elliott H. (1972). “Theory of monomer–dimer systems”. 《Communications in Mathematical Physics》 (영어) 25: 190–232.
- Cimasoni, David (2014). “The geometry of dimer models”. 《Winter Braids Lecture Notes》 (영어) 1: 2. arXiv:1409.4631. Bibcode:2014arXiv1409.4631C. doi:10.5802/wbln.3.